# 黃媛貞
黄媛贞（？—？），字皆德，中軍都督府嘉興中左千户所（今浙江嘉興市）人，祖籍江西新淦。

## 生平
黄媛贞有一兄一妹；黃鼎平、明代女诗人黃媛介，黃洪憲的族女。嫁給贵阳府知府朱茂時為妾。崇祯年间尚在世。一子周岁就夭折了，另一子朱彝谟生於顺治元年（1644年），卒于顺治十三年（1656年）。有《黃皆德詩草》。